# Kim Jung-jun
Kim Jung-jun (kor. 김정준; * 26. August 1978 in Goryeong, Gyeongsangbuk-do) ist ein südkoreanischer Badmintonspieler. Er ist beidseitig oberschenkelamputiert und startet im Parabadminton in der Startklasse WH2 im Einzel, Doppel und Mixed. Kim strebt die Teilnahme an den Sommer-Paralympics 2020 an.

## Sportliche Laufbahn
Kim Jung-jun verlor 2005 durch einen Arbeitsunfall beide Beine. Seit 2007 spielt er Parabadminton. Er nahm 2013 an der Badminton-Weltmeisterschaft für Behinderte in Dortmund teil und gewann den Titel im Einzel durch seinen Sieg über seinen Landsmann Kim Kyung-hoon. Beide gemeinsam holten sich den Doppeltitel im Finale gegen die Engländer Gobi Ranganathan und Martin Rooke. Im Badminton-Wettbewerb der Para-Asienspiele 2014 im heimischen Incheon holte Kim Jung-jun erneut Gold im Einzel-Finale gegen Kim Kyung-hoon. Im Mixed-Halbfinale unterlag er mit Son Ok-cha dem thailändischen Duo und Titelgewinner Jakarin Homhaul und Amnouy Wetwithan. Bei der Parabadminton-WM 2015 in Stoke Mandeville kam es im Einzel zu einer Neuauflage des Finales von 2013, und wieder holte Kim Jung-jun sich die Goldmedaille. Im rein südkoreanischen Doppelfinale unterlagen Kim Jung-jun und Lee Dong-seop den Gegnern Kim Kyung-hoon und Lee Sam-seop.
Im Einzel der Badminton-Weltmeisterschaft für Behinderte 2017 in Ulsan holte sich Kim zum dritten Mal in Folge gegen Kim Kyung-hoon den Titel. Im Doppel besiegte Kim mit Lee Sam-seop das Team Choi Jung-man und Kim Sung-hun. Im Mixed reichte es mit Kang Jung-kum durch eine Halbfinalniederlage gegen Lee Sam-seop und Lee Sun-ae nur für Bronze. Im Badminton-Wettbewerb der Para-Asienspiele 2018 in Jakarta besiegte Kim Jung-jun im Einzel-Finale Chan Ho Yuen aus Hongkong. Im Doppel unterlagen Kim und Lee Dong-seop den Chinesen Mai Jianpeng und Qu Zimao. Bei der Badminton-Weltmeisterschaft für Behinderte 2019 in Basel trafen dieselben Gegner in den Finals im Einzel und im Doppel aufeinander. Kim siegte im Einzel und unterlag im Doppel den Chinesen.